# 27 век пр.н.е.

## Събития
- 2900 – 2334 пр.н.е. – Месопотамски войни от раннодинастичния период.
- 2775 – 2650 пр.н.е. – Войни в Древен Египет.
- 2697 пр.н.е. – Според китайските традиции, през тази година Жълтият император обединява племената в Централен Китай. Смята се, че това дава началото на китайската цивилизация.
- 2686 пр.н.е. – Край на управлението на Втората династия и начало на управлението на Третата династия в Древен Египет.
- Имхотеп – развива строенето на стълбищните пирамиди (2680 пр.н.е.)
- 2630 – 2611 пр.н.е. – Управление на фараона Джосер.
- 2630 – 2611 пр.н.е. – Египетският везир Имхотеп построява Пирамидата на Джосер.
- 2627 – 2000 пр.н.е. – В Перу започва строежът на голямото селище Карал.
- 2613 пр.н.е. – Край на управлението на Третата династия и начало на управлението на Четвъртата династия в Древен Египет.
- 2600 пр.н.е. – Край на Втория раннодинастически период и начало на Третия раннодинастически период в Месопотамия.

## Личности
- Гилгамеш, 4-ти цар на Урук в Шумер (2600 пр.н.е.)
- Джосер, 1-ви фараон от Третата династия в Древен Египет
- Имхотеп, древноегипетски везир и архитект